# Nafusi jezik
Nafusi jezik (djerbi, jabal nafusi, jbel nafusi, jebel nefusi, nefusi; ISO 639-3: jbn), jezik istoimenog naroda iz sjeverozapadne Libije i susjednog Tunisa. Pripada istočnozenatskoj podskupini sjevernoberberskih jezika. Govori ga 184 000 ljudi (2006) u Libiji (Tripolitanija), obala oko Zuare i zapadno od Tripolija. U Tunisu se govori na otoku Jerba i selima južno od Jerbe.
Ima nekoliko dijalekata: jbali-tamezret (tamezret, duwinna), jerba (djerbi, guelili), zuara (zouara, zuwarah, zwara, zuraa).

## Vanjske poveznice
- Ethnologue (14th)
- Ethnologue (15th)